# Melvin Calvin
Melvin Calvin (Saint Paul, 8 aprile 1911 – Berkeley, 8 gennaio 1997) è stato un biochimico statunitense, premio Nobel per la chimica nel 1961 per i suoi studi sulla fotosintesi.
Biochimico di fama mondiale, è noto soprattutto per le sue ricerche sulla fase oscura della fotosintesi clorofilliana o fotosintesi ossigenica (da allora comunemente descritta col nome di ciclo di Calvin)
che lo portarono a vincere, nel 1961, il premio Nobel per la chimica.

## Biografia
Nato a Saint Paul nel Minnesota nel 1911, figlio di immigrati russi di religione ebraica (padre lituano e madre georgiana), nel 1942 si sposa con Genevieve Jemtegaard, figlia di un emigrante norvegese, dal matrimonio nasceranno due femmine, Elin e Karole, e un maschio, Noeled.
Ottiene nel 1931 il diploma in Scienze nel Michigan College of Mining and Technology (oggi noto come Michigan Tech University) per poi laurearsi in chimica, nel 1935, presso l'Università del Minnesota (discutendo una tesi sulla affinità elettronica degli alogeni). Subito dopo la laurea e fino al 1937 passa i suoi primi anni di post-dottorato presso l'Università di Manchester, in Inghilterra sotto la direzione di Michael Polanyi.
Entrato a far parte della Facoltà di Chimica dell'Università della California di Berkeley nel 1937, ottiene nel 1947 la cattedra di chimica. Nel 1963, dopo il successo ottenuto grazie alle sue ricerche sulla fotosintesi, gli viene assegnata anche la cattedra di biologia molecolare. È stato direttore (in qualità di fondatore) del Laboratory of Biodynamics e, contemporaneamente, direttore associato del Laboratorio Nazionale Lawrence Berkeley ove condusse la maggior parte del suo lavoro di ricerca.
Lasciò la ricerca attiva nel 1980.

## Attività scientifica
Lavorando con esemplari di Chlorella, un'alga verde unicellulare, è utilizzando il carbonio-14 (l'isotopo radioattivo del carbonio) come tracciante e le tecniche della cromatografia su carta e dell'autoradiografia per le separazioni e identificazioni molecolari (tutte tecniche di recente scoperta in quegli anni), Calvin e il suo gruppo (di cui facevano parte A. A. Benson, J. S. Bassham, L. D. Kay, A. Z. Harris, e A. T. Wilson) riuscirono a identificare in modo molto accurato le complesse sequenze metaboliche che vanno dall'assorbimento della (CO2) alla sintesi del glucosio e quelle degli altri numerosi composti organici coinvolti nel processo.
Questa sequenza di reazioni, inizialmente descritta come fase oscura (in quanto si tratta di un processo che può avvenire anche al buio e che fa seguito a una iniziale fase luminosa, in cui è invece indispensabile la presenza di luce) è oggi comunemente nota come ciclo di Calvin o anche, dal nome del suo collega Andrew Benson, ciclo di Calvin e Benson.
Il lavoro del gruppo coordinato da Calvin permise inoltre di chiarire come la luce solare agendo sulla clorofilla e sugli altri pigmenti fotosintetici servisse ad alimentare la sintesi di composti (ATP e NADP ridotto) impiegati nella fase oscura successiva, e non come fino allora ritenuto per la riduzione diretta dell'anidride carbonica.
Nei suoi ultimi anni di attività Calvin si dedicò allo studio di piante ad alta efficienza fotosintetica in grado di accumulare acidi grassi suscettibili di impiego come fonti di energia rinnovabile. Si interessò anche dei meccanismi della evoluzione chimica della vita pubblicando nel 1969 un volume The Theory of Organic Chemistry sull'argomento. Altre aree di attività dello scienziato hanno riguardato la geochimica organica, la carcinogenesi chimica e l'analisi delle rocce lunari. Nel 1992 ha pubblicato la sua autobiografia scientifica dal titolo Following the Trail of Light: A Scientific Odyssey in cui descrive la storia delle scoperte che lo hanno portato a vincere il Nobel.
Ha fatto parte, sotto le presidenze Kennedy e Johnson, dello Science Advisory Committee, nonché dell'Advisory Group presso l'Office of Science and Technology Policy dell'Ufficio Esecutivo del presidente degli Stati Uniti. È stato membro della Royal Society, della Japan Academy, della Royal Netherlands Academy of Arts and Sciences, dell'Accademia Cesarea Leopoldina nonché della National Academy of Sciences americana, di cui è stato presidente del Committee on Science, Engineering, and Public Policy.
Oltre al Premio Nobel per la chimica ottenuto nel 1961 i suoi principali riconoscimenti includono: la National Medal of Science (ricevuta nel 1989), la Medaglia Priestley della American Chemical Society, la Medaglia Davy della Royal Society e la Gold Medal da parte dell'American Institute of Chemists.